# Михай, Дмитрий Валерьевич
Дми́трий Вале́рьевич Миха́й (27 февраля 1990, Херсон) — украинский гребец, выступает за сборную Украины по академической гребле с 2010 года. Чемпион Европы и мира, многократный победитель и призёр этапов Кубка мира, регат национального значения, участник летних Олимпийских игр в Лондоне. На соревнованиях представляет Херсонскую область, заслуженный мастер спорта.

## Биография
Дмитрий Михай родился 27 февраля 1990 года в Херсоне, Украинская ССР. Активно заниматься академической греблей начал в возрасте пятнадцати лет, проходил подготовку в херсонской школе высшего спортивного мастерства. Состоял в спортивном клубе  Вооруженных сил и в спортивном обществе «Украина», в разное время тренировался под руководством таких специалистов как Валентин Науменко и Николай Довгань.
Первого серьёзного успеха добился в 2010 году, когда попал в молодёжную сборную Украины и побывал на молодёжном чемпионате мира в белорусском Бресте, где в зачёте парных двухместных экипажей показал восьмой результат. Год спустя соревновался на этапе Кубка мира в Люцерне, занял в парных четвёрках девятое место. Благодаря череде удачных выступлений удостоился права защищать честь страны на летних Олимпийских играх 2012 года в Лондоне — вместе с напарником Артёмом Морозовым дошёл до утешительного финала «Б» и расположился в итоговом протоколе на одиннадцатой строке.
После лондонской Олимпиады Дмитрий Михай остался в основном составе украинской национальной сборной и продолжил принимать участие в крупнейших международных регатах. Так, в 2013 году он съездил на чемпионат Европы в испанскую Севилью и на чемпионат мира в корейский Чхунджу, среди четырёхместных лодок в обоих случаях пришёл к финишу четвёртым, немного не дотянув до призовых позиций. Кроме того, в распашных восьмёрках с рулевым выиграл серебряную медаль на летней Универсиаде в Казани — за это достижение награждён орденом Данилы Галицкого. Сезон 2014 года оказался самым успешным в его карьере, последовали победы на европейском первенстве в Белграде и на мировом первенстве в Амстердаме, при этом помимо Морозова в новом четырёхместном экипаже также были Иван Довгодько и Александр Надтока. 
Окончил Херсонское высшее училище физической культуры, в настоящее время обучается в Херсонском государственном университете. За выдающиеся спортивные достижения удостоен почётного звания «Заслуженный мастер спорта Украины».